# Плопу-Амерешть
Плопу-Амерешть, Плопу-Амерешті (рум. Plopu-Amărăști) — село у повіті Долж в Румунії. Входить до складу комуни Феркаш.
Село розташоване на відстані 188 км на захід від Бухареста, 32 км на північ від Крайови.

## Населення
За даними перепису населення 2002 року у селі проживали 124 особи, усі — румуни. Усі жителі села рідною мовою назвали румунську.